# Томас, Сорба
Бенжамин Сорба Вильямс Томас (англ. Benjamin Sorba William Thomas; род. 25 января 1999, Ньюэм, Англия) — валлийский футболист, полузащитник клуба «Хаддерсфилд Таун», выступающий на правах аренды за «Нант», и сборной Уэльса.

## Клубная карьера
Томас — воспитанник клубов «Вест Хэм Юнайтед» и «Борем Вуд». 16 сентября 2017 года в матче против «Мейденхед Юнайтед» он дебютировал во Третьей лиге Англии в составе последнего. 21 сентября 2019 года в поединке против «Стокпорт Каунти» Собра забил свой первый гол за «Борем Вуд». В начале 2021 года Томас перешёл в «Хаддерсфилд Таун». 13 февраля в матче против «Уиком Уондерерс» он дебютировал в Чемпионшипе. 28 августа в поединке «Рединга» Собра забил свой первый гол за «Хаддерсфилд Таун». 

## Международная карьера
8 октября 2021 года в отборочном матче чемпионата мира 2022 против сборной Чехии Томас дебютировал за сборную Уэльса. 